# Jerome Biffle
Jerome Cousins Biffle (Denver, 20 de março de 1928 – Denver, 4 de setembro de 2002) foi um atleta e campeão olímpico norte-americano.
Desde a escola secundária mostrou talento nas provas de velocidade e de saltos, sendo o campeão estadual das 100 e 220 jardas, salto em altura e salto em distância, antes de entrar para a Universidade de Denver. Competiu em Helsinque 1952 no salto em distância, conquistando a medalha de ouro com a marca de 7,57 m, debaixo de chuva.
Depois de abandonar o atletismo serviu como conselheiro escolar de alunos adolescentes entre 1962 e 1992 em sua cidade natal, Denver, no Colorado.